# Fort W XIIIb „Bolestraszyce”
Fort W XIIIb „Bolestraszyce” – jednowałowy fort artyleryjski Twierdzy Przemyśl, o konstrukcji betonowo-murowano-ziemnej, znajdujący się obok miejscowości Bolestraszyce.
Początkowo był to w latach 1854–1857 szaniec obozu warownego, przebudowany w latach 1873–1880, modernizowany do obrony bliskiej w latach 1903–1910. Został częściowo wysadzony w powietrze w 1915, po II oblężeniu Twierdzy Przemyśl. Został częściowo rozebrany w latach 1920–1930. 